# 흙에 산다
"흙에 산다"는 한국에서 제작된 안석영 감독의 1942년 영화이다. 김일해 등이 주연으로 출연하였고 전중삼랑 등이 제작에 참여하였다.

## 출연

### 주연
- 김일해
- 남승민
- 서월영
- 윤정란